# Протистояння в Ігл-Пасс
11 січня 2024 року Національна гвардія Техасу взяла під контроль парк Шелбі, територію площею 19 га у містечку Ігл-Пасс, розташованому вздовж річки Ріо-Гранде, що відокремлює США від Мексики, після того, як губернатор Техасу Грег Ебботт підписав надзвичайну декларацію про закриття парку. У своїй декларації Ебботт послався на прикордонну кризу на кордоні між Мексикою і США та необхідність убезпечити мексикансько-американський кордон. Національна гвардія Техасу заблокувала агентам Прикордонного патруля США патрулювання території, яку прикордонники використовували для утримання мігрантів протягом останніх тижнів. 
Після закриття кордону трьох мігрантів було знайдено потонулими в Ріо-Гранде. Згодом мексиканська влада ідентифікувала їх як 33-річну жінку та двох її дітей у віці 10 і 8 років. Як заявив прикордонний патруль США, вони попередили Національну гвардію Техасу про те, що група мігрантів зазнає лиха у воді біля човнового причалу в парку Шелбі, але Національна гвардія не вжила заходів для порятунку мігрантів. Техаські юристи відповіли, що Національна гвардія була сповіщена тільки після того, як троє потонули, і що Національна гвардія не помітила жодних мігрантів. Мексиканська влада заявила, що човен ніколи не заходив на територію США.
22 січня Верховний суд США ухвалив рішення про скасування судової заборони Апеляційного суду 5-го округу США, яка забороняла агентам прикордонної служби різати колючий дріт, який Національна гвардія використовувала для встановлення огорожі в парку Шелбі. Постанова стосувалася попередньої суперечки й не стосувалася розгортання Техасом колючого дроту або блокування доступу федеральних чиновників до парку. 24 січня Ебботт у відповідь заявив, що Техас відмовиться допустити федеральну владу до парку, пообіцявши «захистити суверенітет нашого штату». Військове протистояння між владою штату і федеральною владою з приводу імміграції є унікальним в сучасній американській історії: професор конституційного права Чарльз «Роккі» Родс і редакційна стаття в газеті San Antonio Express-News заявили, що це може означати початок конституційної кризи.
Після рішення Верховного суду всі губернатори-республіканці, окрім губернатора Вермонта Філа Скотта, оголосили про свою підтримку Техасу в цій суперечці, як і спікер Палати представників Майк Джонсон. Губернатор Флориди Рон Десантіс додатково пообіцяв надіслати більше ресурсів після того, як раніше відправив Національну гвардію Флориди на підтримку штату. Губернатор Оклахоми Кевін Стітт пообіцяв направити Національну гвардію Оклахоми на підтримку Техасу. Інші республіканські посадовці країни та штатів підтримали Техас.
23 січня Міністерство національної безпеки США висунуло ультиматум генеральному прокурору Техасу Кену Пакстону з вимогою усунути перешкоди на кордоні та надати прикордонному патрулю повний доступ до парку Шелбі до 26 січня. 24 січня представники Демократичної партії від Техасу Хоакін Кастро і Грег Касар закликали президента США Джо Байдена встановити федеральний контроль над Національною гвардією Техасу.